# Agustín Cáffaro
Pour les articles homonymes, voir Cáffaro.
Agustín Cáffaro, né le 6 février 1995, à Piamonte, dans la Province de Santa Fe, est un joueur argentin de basket-ball. Il évolue au poste d'ailier fort. 

## Biographie
Il est le frère des basketteurs Francisco Cáffaro et Esteban Cáffaro.

### En club
En 2008, il commence sa carrière au Club Atlético San Jorge en Liga C où il reste deux ans.
En 2011, il part à San Martín (MJ).
En 2013, il rejoint l'Instituto (Córdoba).
En 2014-2015, il joue pour le Sportsmen de Rosario en TFB.
En 2015, il fait ses débuts en première division du championnat argentin (LNB) en rejoignant l'Asociación Atlética Quimsa. En 2016, il retourne au niveau inférieur (TNA) en rejoignant Huracán (Trelew).
En juin 2016, il intègre l'équipe des Boca Juniors (LNB) où il reste deux ans.
En 2018, il signe au Libertad de Sunchales.
Le 14 juillet 2019, il est signé par le quadruple champion de LNB, le San Lorenzo de Almagro (en).

### Sélection nationale
En 2012, il est sélection dans l'équipe d'Argentine U17 pour participer à la coupe du Monde 2012 à Kaunas, en Lituanie. Il y joue un total de 22 minutes au cours desquelles il marque cinq points et prend huit rebonds.
Entre le 27 juillet et le 10 août 2019, il participe aux Jeux panaméricains de 2019 où il remporte la médaille d'or à Lima.
Entre le 31 août et le 16 septembre 2019, il participe à la Coupe du monde 2019.

## Palmarès

### Sélection nationale
- Vainqueur des Jeux panaméricains 2019
- Finaliste de la Coupe du monde 2019